# Räntmästarhuset
Räntmästarhuset eller Räntmästarehuset er en bygning i Achilles-karréen på Skeppsbron 48 i Stockholm. Bygningen optager hele karréens areal og er hjørnehuset på Slussplan / Skeppsbron. Räntmästarhuset blev sandsynligvis tegnet i 1660'erne af Nicodemus Tessin den ældre og den er siden blevet ombygget; i 1890'erne af Fredrik Lilljekvist og sidst på begyndelsen af 1970'erne med Anders Tengbom som arkitekt. Bygningen har fået sit navn efter bygherren, räntmästaren Börje Cronberg.